# Astrogymnotes irimurai
Astrogymnotes irimurai is een slangster uit de familie Ophiomyxidae.
De wetenschappelijke naam van de soort werd voor het eerst geldig gepubliceerd in 2001 door Alan N. Baker, Helen Shearburn Clark & Donald George McKnight.